# 염화 시안
염화 시안(Cyanogen chloride, 염화 시아노겐)은 화학식 CNCl을 갖는 매우 독성이 강한 화합물이다. 이 선형의 3원자 유사할로겐은 쉽게 응축되는 무색 가스이다. 실험실에서 더 흔히 접하게 되는 것은 생화학적 분석 및 준비에 널리 사용되는 실온 고체인 관련 화합물인 브롬화시아노겐이다.

## 합성, 기본성질, 구조
염화 시안은 연결성이 Cl−C=N인 분자이다. 탄소와 염소는 단일 결합으로 연결되고, 탄소와 질소는 삼중 결합으로 연결된다. 이는 관련 시아노겐 할로겐화물(NCF, NCBr, NCI)과 마찬가지로 선형 분자이다. 염화 시안은 시안화나트륨을 염소로 산화시켜 생성된다. 이 반응은 중간체 시아노겐((CN)2)을 통해 진행된다.
{\displaystyle {\ce {NaCN + Cl2 -> ClCN + NaCl}}}
이 화합물은 산이 있을 때 염화시아누르라고 불리는 복소환으로 삼량체화된다.
염화 시안은 중성 pH에서 물에 의해 천천히 가수분해되어 시아네이트 및 염화물 이온을 방출한다.
{\displaystyle {\ce {ClCN + H2O -> NCO- + Cl- + 2H+}}}